# شهرستان‌های لیدز و گرنویل یونایتد
شهرستان‌های لیدز و گرنویل یونایتد (به انگلیسی: United Counties of Leeds and Grenville) یک سکونتگاه مسکونی و upper-tier municipality در کانادا است که در انتاریو واقع شده‌است.

## خصوصیات
شهرستان‌های لیدز و گرنویل یونایتد ۶۷٬۹۵۸ نفر جمعیت دارد.